# U23-Weltmeisterschaften im Rudern 2011
Die U23-Weltmeisterschaften im Rudern 2011 fanden vom 20. bis 24. Juli 2011 auf der Bosbaan in Amstelveen bei Amsterdam in den Niederlanden statt.
In Amsterdam wurden schon viele internationale Wettkämpfe ausgetragen. Bereits 1921 fand zum ersten Mal eine Ruder-Europameisterschaften in Amsterdam statt. Weitere Austragungen fanden 1937, 1949, 1954, 1964 und 1966 statt. Außerdem wurden die Ruder-Weltmeisterschaften 1977 auf der Bosbaan ausgetragen. Zusätzlich wurden einige Nachwuchswettkämpfe, wie die Junioren-Weltmeisterschaften 1968 und die Junioren-Weltmeisterschaften 2006 in Amsterdam durchgeführt. Auf der Regattastrecke wurde auch schon der Match des Seniors 1989 veranstaltet, ein Vorgängerwettbewerb der U23-Weltmeisterschaften und 2005 die allerersten U23-Weltmeisterschaften.
Bei den Meisterschaften wurden 21 Wettbewerbe ausgetragen, davon zwölf für Männer und neun für Frauen.
Teilnahmeberechtigt war eine Mannschaft je Wettbewerbsklasse aus allen Mitgliedsverbänden des Weltruderverbandes. Eine Qualifikationsregatta existierte nicht.

## Ausgeschriebene Wettbewerbe
| Männer           | Frauen           |
| ---------------- | ---------------- |
| Einer            | Einer            |
| LGW-Einer        | LGW-Einer        |
| Doppelzweier     | Doppelzweier     |
| LGW-Doppelzweier | LGW-Doppelzweier |
| Doppelvierer     | Doppelvierer     |
| LGW-Doppelvierer | LGW-Doppelvierer |
| Zweier ohne      | Zweier ohne      |
| LGW-Zweier ohne  |                  |
| Vierer ohne      | Vierer ohne      |
| LGW-Vierer ohne  |                  |
| Vierer mit       |                  |
| Achter           | Achter           |

## Ergebnisse
Hier sind die Medaillengewinner aus den A-Finals aufgelistet. Diese waren mit sechs Booten besetzt, die sich über Vor- und Hoffnungsläufe sowie Viertel- und Halbfinals für das Finale qualifizieren mussten. Die Streckenlänge betrug in allen Läufen 2000 Meter.

### Männer
| Bootsklasse                                   | Gold | Gold    | Silber | Silber  | Bronze | Bronze  |
| --------------------------------------------- | --- | ------- | --- | ------- | --- | ------- |
| Einer (BM1x)                                  | Deutschland Hubert Trzybinski | 6:46,61 | Bulgarien Georgi Bozilow | 6:52,49 | Litauen Rolandas Maščinskas | 6:54,86 |
| Leichtgewichts-Einer (BLM1x)                  | Frankreich Jérémie Azou | 6:46,93 | Griechenland Panagiotis Magdanis                                                                                                 | 6:55,01 | Vereinigte Staaten Andrew Campbell Jr | 6:57,00 |
| Doppelzweier (BM2x)                           | Lettland Lauris Šīre Dairis Adamaitis | 6:08,43 | Deutschland Hagen Rothe Sebastian Peter                                                                                          | 6:11,77 | Slowenien Aleš Zupan Grega Domanjko | 6:18,63 |
| Leichtgewichts-Doppelzweier (BLM2x)           | Deutschland Christian Hochbruck Matthias Arnold | 6:14,98 | Frankreich Damien Piqueras Alexandre Pilat                                                                                       | 6:18,25 | Spanien Daniel Sigurbjörnsson Benet Arnau Bertrán Sastre | 6:20,64 |
| Doppelvierer (BM4x)                           | Ukraine Jurij Iwanow Iwan Futryk Oleksandr Nadtoka Iwan Dowhodko                                                                                                  | 5:39,62 | Tschechien Petr Buzrla Martin Basl Petr Ouředníček Jan Andrle                                                                    | 5:40,45 | Deutschland Martin Menger Patrick Leineweber Felix Bach Timo Piontek                                                                                            | 5:49,65 |
| Leichtgewichts-Doppelvierer (BLM4x)           | Dänemark Mathias Larsen Andrej Bendtsen Peter Nørlem Jens Nielsen                                                                                                 | 5:51,12 | Deutschland Clemens Hübler Dominik Vent Julius Peschel Konstantin Steinhübel                                                     | 5:51,80 | Schweiz Samuel Gaborieau Damien Piqueras Thibault Lecomte Alexandre Jaunet                                                                                      | 5:55,86 |
| Zweier ohne Steuermann (BM2-)                 | Vereinigtes Königreich George Nash Constantine Louloudis | 6:20,43 | Südafrika David Hunt Lawrence Brittain                                                                                           | 6:25,58 | Deutschland Anton Braun Bastian Bechler | 6:29,76 |
| Leichtgewichts-Zweier ohne Steuermann (BLM2-) | Vereinigtes Königreich Peter Chambers Kieren Emery | 6:26,90 | Neuseeland Curtis Rapley Armin Svoboda                                                                                           | 6:30,40 | Hongkong Tang Chiu Mang Kwan Ki Cheong | 6:34,39 |
| Vierer ohne Steuermann (BM4-)                 | Deutschland Jann-Edzard Junkmann Hannes Ocik Kay Rückbrodt Alexander Egler                                                                                        | 5:48,12 | Italien Marco Di Costanzo Mario Paonessa Simone Ponti Giuseppe Vicino                                                            | 5:48,37 | Griechenland Christos Koutsiaftis Dionysios Angelopoulos Michalis Nastopoulos Apostolos Lampridis                                                               | 5:55,40 |
| Leichtgewichts-Vierer ohne Steuermann (BLM4-) | Italien Luca De Maria Catello Amarante Marcello Nicoletti Matteo Pinca                                                                                            | 5:54,12 | Frankreich Clément Duret Constant Ryngaert Augustin Mouterde Edouard Jonville                                                    | 5:54,84 | Spanien Rubén Álvarez Pedrosa Jose Gomez-Feria Patricio Rojas Aznar Marc Franquet Montfort                                                                      | 5:55,54 |
| Vierer mit Steuermann (BM4+)                  | Serbien Veselin Savić Jovan Jovanović Igor Lucić Luka Đorđević Mateja Jošić (Stm.)                                                                                | 6:03,01 | Deutschland Richard Lorenz Clemens Ernsting Nils-Ole Bock Paul Schröter Lucas Raatz (Stm.)                                       | 6:04,89 | Frankreich Benoît Demey Pierre D’Agata Julien Montet William Chopy Anthony Benoît (Stm.)                                                                        | 6:07,03 |
| Achter (BM8+)                                 | Vereinigte Staaten Alexander Bunkers Christopher Yeager Robert Munn Austin Hack Robert Otto Thomas Dethlefs Dariush Aghai Michael Gennaro Anthony Altimari (Stm.) | 5:24,31 | Tschechien Jiří Srna Kornel Altman David Szabó Jan Pilc Jakub Podrazil Jakub Koloc Petr Melichar Matyáš Klang Martin Suma (Stm.) | 5:26,21 | Vereinigtes Königreich George Rossiter Matthew Tarrant Thomas Clark Oliver Staite William Satch Andrew A. Holmes Michael Evans Patrick Lapage Max Gander (Stm.) | 5:29,15 |

### Frauen
| Bootsklasse                         | Gold | Gold    | Silber | Silber  | Bronze | Bronze  |
| ----------------------------------- | --- | ------- | --- | ------- | --- | ------- |
| Einer (BW1x)                        | Litauen Donata Vištartaitė | 7:28,04 | Deutschland Carina Bär | 7:33,02 | Estland Kaisa Pajusalu | 7:37,03 |
| Leichtgewichts-Einer (BLW1x)        | Vereinigtes Königreich Katherine Copeland | 7:30,19 | Belarus Alena Furman | 7:32,65 | Kanada Patricia Obee | 7:38,29 |
| Doppelzweier (BW2x)                 | Deutschland Daniela Schultze Mareike Adams | 6:51,58 | Rumänien Mihaela Petrilă Ioana Strungaru | 6:54,92 | Österreich Magdalena Lobnig Lisa Farthofer | 7:05,66 |
| Leichtgewichts-Doppelzweier (BLW2x) | Griechenland Triantafyllia Kalampoka Christina Giazitzidou                                                                                               | 6:59,31 | Spanien Veronica Garcia Mulet Laura Terradas                                                                                                 | 7:03,38 | Neuseeland Alyce Pulford Julia Edward | 7:06,22 |
| Doppelvierer (BW4x)                 | Deutschland Ulrike Törpsch Marie-Cathérine Arnold Lisa Schmidla Julia Lier                                                                               | 6:22,84 | Italien Alessandra Patelli Gaia Palma Giada Colombo Valentina Calabrese                                                                      | 6:26,71 | Australien Alexandra Hagan Jessica Hall Katrina Bateman Amy Fowler                                                                                        | 6:30,88 |
| Leichtgewichts-Doppelvierer (BLW4x) | Volksrepublik China Wang Chengcheng Liu Yueyue Wang Fenglan Cao Yanfei                                                                                   | 6:30,71 | Frankreich Rachel Jung Sara Prochasson Charlotte Culty Chloe Poumailloux                                                                     | 6:34,52 | Deutschland Regina Pieroth Lea Heider Lena Bieber Katrin Thoma                                                                                            | 6:35,26 |
| Zweier ohne Steuerfrau (BW2-)       | Vereinigte Staaten Grace Luczak Felice Mueller | 7:05,13 | Rumänien Cristina Grigoraș Andreea Boghian                                                                                                   | 7:12,97 | Niederlande Inge Janssen Elisabeth Hogerwerf | 7:17,97 |
| Vierer ohne Steuerfrau (BW4-)       | Deutschland Clara Karches Lea-Katlen Kühne Isabella Reimund Kathrin Marchand                                                                             | 6:34,61 | Italien Gaia Marzari Veronica Paccagnella Laura Basadonna Silvia Torsellini                                                                  | 6:37,65 | Niederlande Marleen Verburgh Myrte De Boer Lies Rustenburg Heleen Boers                                                                                   | 6:41,07 |
| Achter (BW8+)                       | Kanada Lisa Roman Laura Cowal Susanne Grainger Katharine Goodfellow Christine Roper Sarah Black Jennifer Martins Lauren Wilkinson Luellen Fawcett (Stf.) | 6:03,23 | Neuseeland Kayla Pratt Robyn Munro Jessica Loe Anna Dawson Genevieve Behrent Zoe Stevenson Linda Matthews Kelsey Bevan Frances Turner (Stf.) | 6:06,02 | Vereinigte Staaten Erika Roddy Felice Mueller Kelly Pierce Jenifer Forbes Maureen McAuliffe Heidi Robbins Grace Luczak Olivia Coffey Leigh Carroll (Stf.) | 6:07,37 |

## Medaillenspiegel
| Platz | Land                   | Gold | Silber | Bronze | Gesamt |
| ----- | ---------------------- | ---- | ------ | ------ | ------ |
| 1     | Deutschland            | 6    | 4      | 3      | 13     |
| 2     | Vereinigtes Königreich | 3    |        | 1      | 4      |
| 3     | Vereinigte Staaten     | 2    |        | 2      | 4      |
| 4     | Frankreich             | 1    | 3      | 1      | 5      |
| 5     | Italien                | 1    | 3      |        | 4      |
| 6     | Griechenland           | 1    | 1      | 1      | 3      |
| 7     | Kanada                 | 1    |        | 1      | 2      |
| 7     | Litauen                | 1    |        | 1      | 2      |
| 9     | Dänemark               | 1    |        |        | 1      |
| 9     | Lettland               | 1    |        |        | 1      |
| 9     | Serbien                | 1    |        |        | 1      |
| 9     | Ukraine                | 1    |        |        | 1      |
| 9     | Volksrepublik China    | 1    |        |        | 1      |
| 14    | Neuseeland             |      | 2      | 1      | 3      |
| 15    | Rumänien               |      | 2      |        | 2      |
| 15    | Tschechien             |      | 2      |        | 2      |
| 17    | Spanien                |      | 1      | 2      | 3      |
| 18    | Bulgarien              |      | 1      |        | 1      |
| 18    | Südafrika              |      | 1      |        | 1      |
| 18    | Belarus                |      | 1      |        | 1      |
| 21    | Niederlande            |      |        | 2      | 2      |
| 22    | Australien             |      |        | 1      | 1      |
| 22    | Estland                |      |        | 1      | 1      |
| 22    | Hongkong               |      |        | 1      | 1      |
| 22    | Österreich             |      |        | 1      | 1      |
| 22    | Schweiz                |      |        | 1      | 1      |
| 22    | Slowenien              |      |        | 1      | 1      |
| Summe | Summe                  | 21   | 21     | 21     | 63     |